# Liborio Justo

Liborio Justo (1902-2003)  foi um teórico trotskista argentino.
Também era conhecido com os pseudônimos de Quebracho e Lobodón Garra.

## Biografía
Liborio Justo nasceu em Buenos Aires.  Abandonou sua formação na faculdade de Medicina no terceiro ano e viajou para a Europa e Estados Unidos. En 1930 ganhou uma bolsa de estudos de 8.000 dólares do Instituto de Educação de Nova York e já num ato na Universidad de Williamstown discursou contra a política agressiva dos Estados Unidos no Caribe .
Durante sua estadia nos Estados Unidos em 1934, aproximou-se dos trotskistas e sofreu a influência dos ultraesquerdistas americanos reunidos em torno de Hugo Oehler, com quem simpatizou durante boa parte de sua vida .
Surpreendentemente, em seu retorno, ele ingressou no Partido Comunista da Argentina, de onde saiu em 1937, questionando a linha política da Frente Popular publicando na revista Claridad (de Buenos Aires) uma Carta Aberta onde rompeu oficialmente com o estalinismo, acusando-o de antirrevolucionario.
Durante o período que coincide com o mandato de Presidente da República, exercida por seu pai, o militar argentino General Agustín Pedro Justo (1932-1938), ficou muito conhecido o episódio quando, no curso de uma recepção oferecida no palácio presidencial por seu pai ao presidente Franklin Delano Roosevelt, protestou aos gritos no microfone: “Abaixo o Imperialismo Ianque”. 
As condições de sua adesão e suas qualidades pessoais permitiram pensar que ele seria o unificador dos trotskistas na Argentina. Mas na verdade acabou sendo um fator virulento suplementar, pela sua inteligência, seu talento de polemista, seu gosto pelas lutas fracionais e os epítetos espetaculares , seus oponentes são rotineiramente descritos como criminosos, idiotas, macacos e agentes de Wall Street ou do FBI .
Em 1939 Liborio Justo e Mateo Fossa fundam o Grupo Obrero Revolucionario (GOR) e publicaram o jornal “La Internacional”. Neste momento a polêmica central entre os trotskistas era sobre a questão da “libertação nacional” .
Em 1940, Liborio Justo e Mateo Fossa se articulam com grupos do interior e transformam o GOR na la Liga Obrera Revolucionaria (LOR) publicando “La Nueva Internacional”. Mais tarde, este grupo com alguns aportes de setores juvenis passam a publicar “Lucha Obrera” .
Nesta mesma época Antonio Gallo e Pedro Milesi, que polemizaram através das páginas de Inicial, com Liborio Justo e Mateo Fossa sobre a questão da “libertação nacional”, fundaram a Liga Obrera Socialista (LOS). A esta aderiram um grupo de operários ferroviários de Liniers, um grupo em La Plata, um em Rosario, militantes de Córdoba. Mais tarde Jorge Abelardo Ramos  entrará nesta organização .
Nesta época o trotskismo argentino aparece dividido nestes dois grupos principais. Em 1941 ocorreu a visita do delegado da IV Internacional,  Terence Phelan (Sherry Mangan), para impulsionar a unificação dos grupos trotskistas, negociações das quais se retiram Liborio Justo e a LOR por não concordar que as duas organizações deveriam unificar primeiro para depois discutir as diferenças políticas. 
Desta negociação surge o Partido Obrero de la Revolución Socialista (PORS) que publicou «Frente Obrero» até 1948.
En 1942 Liborio Justo rompe com a IV Internacional e Mateo Fossa sai da LOR.
Em 1943 Liborio Justo se isolou nas ilhas do Ibicuy, em Entre Ríos, plantando e explorando madeira, numa vida agreste. Em uma ocasião foi  morar com o escritor Horacio Quiroga mas a boa relação acabou em poucos dias. Em 1955 colocou sua experiencia na ilha no romance  "Río abajo", um livro de relatos de índole literária e de costumes, pouco tocado pela política. Mas sua interpretação da historia a partir de uma visão marxista, ainda que com seu inocultável selo pessoal, se manifestou em outros livos, como "Estrategia Revolucionaria" (1957), "León Trotsky y Wall Street" (1959), "Nuestra patria vasalla" (vários tomos a partir de 1968). Em 1955 voltou a Buenos Aires. Permaneceu lúcido, agudo e contestatório até sua morte . Trotsky e Liborio Justo jamais se encontraram